# Circuito di Hedemora
Il circuito di Hedemora era un circuito motoristico stradale disegnato nei pressi alla località omonima, sita nella Contea di Dalarna. Ha ospitato la prima edizione del Gran Premio motociclistico di Svezia, valida quale prova del Motomondiale, nel 1958. Subito abbandonato dal campionato iridato, è stato utilizzato fino al 1999.

## Storia
Il tracciato venne impiegato dal 1933 per ospitare il Swedish TT. Anche l'anno seguente la gara motociclistica si tenne su questo tracciato, prima di trasferirsi sul circuito di Avesta.
L'attività riprese nel 1949 con l'Hedemora TT e, nei primi anni cinquanta, ospitò anche una gara di Formula 1, non valida quale prova del campionato mondiale. Nel 1954 la Federazione Internazionale di Motociclismo accordò l'utilizzo della denominazione Tourist Trophy solo alla gara disputata sull'isola di Man e al Gran Premio motociclistico d'Olanda. Per tale ragione la gara svolta ad Hedemora prese il nome di Gran Premio motociclistico di Svezia.
Nel 1958 il gran premio fu valido, per la prima volta, quale prova del motomondiale. L'appuntamento si svolse tra il 26 e 27 luglio. Erano in programma tutte le classi tranne i sidecar; la 125 e la 350 corsero sabato 26, le restanti classi domenica 27.
Geoff Duke s'impose nella 350 e nella 500, assenti le MV Agusta di John Surtees e John Hartle: il britannico, lasciata la BMW (seconda in 500 con Dickie Dale), passò in sella a delle Norton preparate direttamente dalla Casa.
In 250 Tarquinio Provini, in testa sino a due giri dal traguardo, si dovette fermare ai box per la rottura del cambio: il piacentino riuscì a ripartire per terminare nono. La vittoria andò a Horst Fügner su MZ (prima vittoria per la Casa tedesco-orientale e seconda per una moto a due tempi nella classe).
In 125 si registrò la seconda vittoria stagionale per Alberto Gandossi e la Ducati.
A seguito di versi incidenti verificatisi nel weekend di gara, si decise di trasferire il gran premio sul tracciato di Kristianstad.
Successivamente il tracciato venne impiegato solo per gare nazionali, fino al 1999. Più recentemente è stato luogo per raduni di moto d'epoca.